# Redemption (Vomitory)
Redemption è il secondo album della band death metal svedese Vomitory, pubblicato nel 1999 dalla Metal Blade Records.

## Tracce
1. The Voyage – 5:02
2. Forty Seconds Bloodbath – 3:48
3. Forever in Gloom – 2:51
4. Heaps of Blood – 4:37
5. Embraced by Pain – 3:45
6. Redemption – 4:11
7. Ashes of Mourning Life – 4:26
8. Partly Dead – 4:31

## Formazione
- Jussi Linna - voce
- Erik Rundqvist - basso, seconda voce
- Tobias Gustafsson - batteria
- Ulf Dalegren - chitarra
- Urban Gustafsson - chitarra